# Česká strana státoprávně pokroková
Die Partei Česká strana státoprávně pokroková (Tschechische staatsrechtlich-fortschrittliche Partei), kürzer auch Státoprávní pokroková strana (Staatsrechtlich-fortschrittliche Partei), war eine noch in Österreich-Ungarn entstandene tschechoslowakische Partei. Sie wurde 1908 als Zusammenschluss der beiden Kleinparteien Česká strana státoprávní (Tschechische staatsrechtliche Partei) und Česká strana radikálně pokroková (Tschechisch radikal-fortschrittliche Partei) gegründet.

## Geschichte
Ende des 19. Jahrhunderts hatten Anhänger der Fortschrittsbewegung die beiden Kleinparteien Česká strana státoprávní bzw. Česká strana radikálně pokroková gegründet. Während die Radikal-fortschrittliche Partei ihre Anhängerschaft bei den kleinbürgerlichen Intellektuellen, dem Kleinunternehmertum und der nationalen Arbeiterschaft hatte, trat die Staatsrechtliche Partei stärker für die Interessen des Unternehmertums ein. Beide Parteien verband die Forderung nach einem tschechischen Staat in seinen historischen grenzen mit vollen demokratischen Freiheiten, wobei die Staatsrechtliche Partei wesentlich radikaler auftrat und neben dem extremen Nationalismus auch antisemitische Auswüchse zu Tage traten. Nach personellen Wechseln wie dem Weggang von Alois Rašín aus der Staatsrechtlichen Partei, schlossen sich die beiden Parteien aus wahltaktischen Gründen im April 1908 zur Tschechischen staatsrechtlich-fortschrittlichen Partei zusammen. Die neugegründete Partei sah dabei die Lösung der sozialen Frage in einer Versöhnung zwischen Kapital und Arbeit, wobei die Klassenunterschiede allmählich aufgelöst werden sollten. Programmatischer Schwerpunkt der Partei blieb die staatliche Selbständigkeit der Tschechen, die von der Staatsrechtlich-fortschrittliche Partei mit dem historischen Recht begründet wurde. Wenngleich die Forderung der staatlichen Selbständigkeit im Rahmen der Monarchie verwirklicht werden sollte, so sah die Staatsrechtlich-fortschrittliche Partei die Lösung der staatsrechtlichen Frage doch in einer tiefgreifenden Revision der Dezember-Verfassung. Des Weiteren sah die Staatsrechtlich-fortschrittliche Partei die Lösung der tschechischen Frage im Gesamteuropäischen Kontext, weshalb die Partei Kontakte nach Frankreich, Großbritannien, Russland und auf den Balkan knüpfte. Die kam der Partei während des Ersten Weltkriegs zugute, die zur Überzeugung kam, dass nur ein Krieg zur tschechischen Selbständigkeit führen würde.
Ihre Anhängerschaft rekrutierte die Tschechische staatsrechtlich-fortschrittliche Partei vor allem unter den Intellektuellen und den Kleinunternehmern in den Städten sowie im gemischtsprachigen Gebiet. Hier gelang es der Partei, auch eine funktionierende Organisationsstruktur aufzubauen, sodass sie sich vor Kriegsausbruch bereits auf dem Weg zu einer Massenpartei befand. 1911 stellte die Partei mit František Vodňanský und Václav Prunar zwei Abgeordnete im Reichsrat, die sich mit den Vertretern der Česká strana národně sociální (Tschechische national-soziale Partei) zum „Klub der tschechisch-nationalsozialen und radikalfortschrittlichen Abgeordneten“ zusammenschlossen.